# ياور

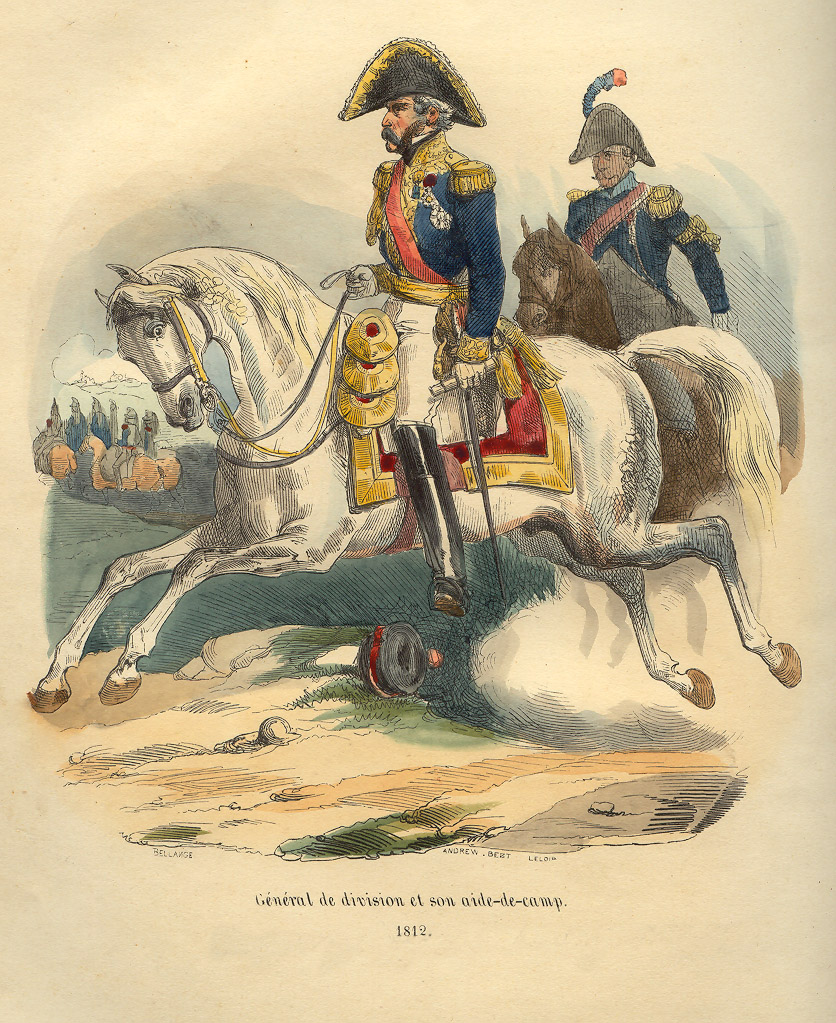

الياور كلمة تركية ومعناها المرافق الشخصي. وهي أيضا رتبة عسكرية عثمانية وتعني رئيس حرس الأمير وله مهمة محددة ألا وهي من يحمل السيف أمام ضيوف الدولة ويسير أمامهم مستعرضا حرس الشرف. وقد استُخدمت بمصر أيام العثمانيين. وبالفرنسية تسمى (aide de camp)

## أشهر من تسموا بالياور
- محمود سامي البارودي: حيث كان ياوراً خاصاً للخديوي إسماعيل.

- الملك فؤاد الأول: عين ياورًا فخريًا للسلطان عبد الحميد الثاني، ثم عاد إلى مصر سنة 1890، وتولى منصب كبير الياورن في عهد الخديوي عباس حلمي الثاني، وتدرج في المنصب حتى أصبح ياورًا للخديوي لمدة ثلاث سنوات متتالية.
- حسن باشا بن الخديو إسماعيل: كان ياورًا للسلطان عبد الحميد الثاني.
- عجيل الياور أحد شيوخ قبيلة شمر ونائباً عن لواء الموصل بالمجلس النيابي العراقي عام 1924 م. وهو جد غازي الياور أول رئيس للعراق بعد صدام حسين.
- إسماعيل حقي الشركسي يروقوه، حيث كان ياوراً خاصا. في زمن الدولة العثمانية في مدينة دمشق في عهد والي الشام ناظم باشا وكانت مركز القيادة له في ساحة المرجه بدمشق في منطقة السنجقدار.